# ADO Den Haag in het seizoen 2024/25 (vrouwen)
Het seizoen 2024/25 is het 18e jaar in het bestaan van de Haagse vrouwenvoetbalclub ADO Den Haag. De club komt uit in de Eredivisie en neemt ook deel aan het toernooi om de KNVB Beker.

## Selectie en technische staf

### Selectie
| Nr.             | Nat.               | Naam                       | Competitie  | Competitie  | Beker       | Beker       | Totaal      | Totaal      | Seizoen bij ADO Den Haag | Vorige club | Contract          |
| Nr.             | Nat.               | Naam                       | W           | Goal        | W           | Goal        | W           | Goal        | Seizoen bij ADO Den Haag | Vorige club | Contract          |
| Doelvrouwen     | Doelvrouwen        | Doelvrouwen                | Doelvrouwen | Doelvrouwen | Doelvrouwen | Doelvrouwen | Doelvrouwen | Doelvrouwen | Doelvrouwen              | Doelvrouwen | Doelvrouwen       |
| --------------- | ------------------ | -------------------------- | ----------- | ----------- | ----------- | ----------- | ----------- | ----------- | ------------------------ | ----------- | ----------------- |
| 1               | Vlag van Nederland | Barbara Lorsheijd          | 22          | 0           | 2           | 0           | 24          | 0           | 15e                      | FC Twente   | 30 juni 2025      |
| 16              | Vlag van Nederland | Isa Grimmius               | 1           | 0           | 0           | 0           | 1           | 0           | 3e                       | Jeugd       | 30 juni 2025      |
| 30              | Vlag van Nederland | Fleur de Bruijn            | 0           | 0           | 0           | 0           | 0           | 0           | 1e                       | Jeugd       | Contractloos      |
| Verdedigsters   |                    |                            |             |             |             |             |             |             |                          |             |                   |
| 2               | Vlag van Nederland | Bo Vonk                    | 20          | 0           | 2           | 0           | 22          | 0           | 8e                       | Jeugd       | 30 juni 2025      |
| 3               | Vlag van Nederland | Daniëlle Noordermeer       | 22          | 2           | 2           | 0           | 24          | 2           | 3e                       | Excelsior   | 30 juni 2025      |
| 4               | Vlag van Nederland | Cato Pijnacker Hordijk     | 18          | 0           | 2           | 0           | 20          | 0           | 6e                       | Jeugd       | 30 juni 2025      |
| 5               | Vlag van Nederland | Kayra Nelemans             | 21          | 1           | 2           | 0           | 23          | 1           | 6e                       | Jeugd       | 30 juni 2025      |
| 6               | Vlag van Nederland | Pleun Raaijmakers          | 17          | 0           | 1           | 0           | 18          | 0           | 6e                       | PSV         | 30 juni 2025      |
| 15              | Vlag van Nederland | Jill van den Ende          | 5           | 0           | 0           | 0           | 5           | 0           | 3e                       | Jeugd       | 30 juni 2025      |
| 20              | Vlag van Nederland | Jet van Mierlo             | 7           | 0           | 1           | 0           | 8           | 0           | 1e                       | Jeugd       | Contractloos      |
| 21              | Vlag van Nederland | June Burgers               | 8           | 0           | 2           | 0           | 10          | 0           | 3e                       | Jeugd       | 30 juni 2025      |
| Middenveldsters |                    |                            |             |             |             |             |             |             |                          |             |                   |
| 8               | Vlag van Nederland | Cheyenne van den Goorbergh | 20          | 2           | 2           | 1           | 22          | 3           | 1e                       | Feyenoord   | 30 juni 2025      |
| 10              | Vlag van Nederland | Louise van Oosten          | 16          | 1           | 1           | 0           | 17          | 1           | 5e                       | Jeugd       | 30 juni 2025      |
| 18              | Vlag van Nederland | Lauren Glotzbach           | 16          | 0           | 2           | 0           | 18          | 0           | 2e                       | Jeugd       | 30 juni 2025      |
| 22              | Vlag van Nederland | Annouk Boshuizen           | 8           | 0           | 0           | 0           | 8           | 0           | 6e                       | FC Twente   | Ontbonden         |
| 23              | Vlag van Nederland | Quinty Dupon               | 15          | 0           | 2           | 0           | 17          | 0           | 3e                       | Jeugd       | 30 juni 2026      |
| 32              | Vlag van Nederland | Maira Boosman              | 0           | 0           | 0           | 0           | 0           | 0           | 1e                       | Jeugd       | Contractloos      |
| 45              | Vlag van Nederland | Felicia de Zeeuw           | 1           | 0           | 0           | 0           | 1           | 0           | 1e                       | Jeugd       | Contractloos      |
| Aanvalsters     |                    |                            |             |             |             |             |             |             |                          |             |                   |
| 7               | Vlag van Nederland | Manon van Raay             | 22          | 7           | 2           | 3           | 24          | 10          | 5e                       | Jeugd       | 30 juni 2025      |
| 9               | Vlag van Nederland | Lobke Loonen               | 5           | 5           | 0           | 0           | 5           | 5           | 3e                       | KAA Gent    | Afgekocht         |
| 11              | Vlag van Nederland | Gina Viehoff               | 11          | 0           | 2           | 0           | 13          | 0           | 3e                       | Jeugd       | 30 juni 2025      |
| 11              | Vlag van Aruba     | Vanessa Susanna            | 4           | 0           | 0           | 0           | 4           | 0           | 4e                       | KAA Gent    | Contractloos      |
| 14              | Vlag van Nederland | Iris Remmers               | 12          | 2           | 0           | 0           | 12          | 2           | 2e                       | Jeugd       | 30 juni 2026      |
| 19              | Vlag van Nederland | Victoria Boerboom          | 5           | 0           | 0           | 0           | 5           | 0           | 1e                       | Jeugd       | Contractloos      |
| 24              | Vlag van Nederland | Anne van Egmond            | 8           | 1           | 2           | 0           | 10          | 1           | 2e                       | Jeugd       | 30 juni 2025      |
| 35              | Vlag van Nederland | Floortje Bol               | 17          | 2           | 1           | 1           | 18          | 3           | 1e                       | Jeugd       | 30 juni 2026 (+1) |
| 39              | Vlag van Polen     | Wiktoria Kuprowska         | 4           | 0           | 0           | 0           | 4           | 0           | 1e                       | Jeugd       | Contractloos      |
| 41              | Vlag van Nederland | Fien Leijdekker            | 0           | 0           | 1           | 0           | 1           | 0           | 1e                       | Jeugd       | Contractloos      |
| 47              | Vlag van Nederland | Sacha Horsman              | 1           | 0           | 1           | 0           | 2           | 0           | 1e                       | Jeugd       | Contractloos      |
| 51              | Vlag van Nederland | Nathalja Wijnants          | 0           | 0           | 0           | 0           | 0           | 0           | 1e                       | Jeugd       | Contractloos      |
| Nr.             | Nat.               | Naam                       | W           | Goal        | W           | Goal        | W           | Goal        | Seizoen bij ADO Den Haag | Vorige club | Contract          |
| Nr.             | Nat.               | Naam                       | Competitie  | Competitie  | Beker       | Beker       | Totaal      | Totaal      | Seizoen bij ADO Den Haag | Vorige club | Contract          |

### Legenda
| # | Reden                                          |
| - | ---------------------------------------------- |
|   | Heeft de club in het lopende seizoen verlaten. |

### Technische staf
| Naam             | Functie           |
| ---------------- | ----------------- |
| Marten Glotzbach | Hoofdtrainer      |
| Sandra van Tol   | Assistent-trainer |

## Transfers

### Zomer

#### Aangetrokken 2024/25
| Nat.               | Naam                       | Van       | Contract     | Bijzonderheden |
| ------------------ | -------------------------- | --------- | ------------ | -------------- |
| Vlag van Nederland | Annouk Boshuizen           | FC Twente | 30 juni 2025 |                |
| Vlag van Nederland | Cheyenne van den Goorbergh | Feyenoord | 30 juni 2025 |                |

#### Vertrokken 2024/25
| Nat.               | Naam                | Naar            | Bijzonderheden |
| ------------------ | ------------------- | --------------- | -------------- |
| Vlag van Nederland | Ilham Abali         |                 |                |
| Vlag van Nederland | Laura Dankelman     | Onbekend        |                |
| Vlag van Nederland | Shanique Dessing    | PSV             | Terug na huur  |
| Vlag van Nederland | Wiëlle Douma        | BSC Young Boys  |                |
| Vlag van Nederland | Lakeesha Eijken     | Fortuna Sittard |                |
| Vlag van Nederland | Nikki IJzerman      | RSC Anderlecht  |                |
| Vlag van Aruba     | Vanessa Susanna     | Onbekend        |                |
| Vlag van België    | Chloé Vande Velde   | Club YLA        |                |
| Vlag van Nederland | Lysanne van der Wal |                 | Gestopt        |

### Jeugdopleiding

#### Aangetrokken 2024/25
| Nat.               | Naam         | Contract     | Bijzonderheden |
| ------------------ | ------------ | ------------ | -------------- |
| Vlag van Nederland | Iris Remmers | 30 juni 2026 |                |

#### Vertrokken 2024/25
| Nat.               | Naam               | Naar      | Bijzonderheden |
| ------------------ | ------------------ | --------- | -------------- |
| Vlag van Nederland | Nikki van den Burg | NAC Breda |                |
| Vlag van Nederland | Brigitte Franken   | NAC Breda |                |
| Vlag van Nederland | Lynn Verhoef       | NAC Breda |                |

### Winter

#### Aangetrokken 2024/25
| Nat. | Naam | Van | Bijzonderheden |
| ---- | ---- | --- | -------------- |
|      |      |     |                |

#### Vertrokken 2024/25
| Nat.               | Naam             | Naar       | Bijzonderheden |
| ------------------ | ---------------- | ---------- | -------------- |
| Vlag van Nederland | Annouk Boshuizen | Onbekend   |                |
| Vlag van Nederland | Lobke Loonen     | FC Utrecht | Transfersom    |

## Wedstrijdstatistieken

### Oefenwedstrijden
| Oefenwedstrijd 1                                                                    | KVC Westerlo                                                                                    | 0 – 1 (0 – 1)    | ADO Den Haag                                      | Opstelling ADO Den Haag |
| 27 juli 2024 Aanvangstijd: 14.00 uur Plaats: Onbekend                               |                                                                                                 | Wedstrijdverslag | Anne van Egmond                                   | Debuut: Van den Goorbergh, De Zeeuw |
| Oefenwedstrijd 2                                                                    | Club Brugge                                                                                     | 1 – 0 (1 – 0)    | ADO Den Haag                                      | Opstelling ADO Den Haag |
| 2 augustus 2024 Aanvangstijd: 15.00 uur Plaats: Aalter Sportstadion Aalter          | Clementine Reynebeau                                                                            | Wedstrijdverslag |                                                   | Debutanten: Bierboom, Van Mierlo |
| Oefenwedstrijd 3                                                                    | VV Ter Leede                                                                                    | 0 – 3 (0 – 2)    | ADO Den Haag                                      | Opstelling ADO Den Haag |
| 5 september 2024 Aanvangstijd: 20:00 uur Plaats: Sassenheim Sportpark De Roodemolen |                                                                                                 | Wedstrijdverslag | Quinty Dupon Jill van den Ende Sacha Horsman      | Onbekend |
| Oefenwedstrijd 4                                                                    | AZ                                                                                              | 1 – 2 (0 – 1)    | ADO Den Haag                                      | Opstelling ADO Den Haag |
| 6 september 2024 Aanvangstijd: 17:00 uur Plaats:                                    | Onbekend 69'                                                                                    | Wedstrijdverslag | 10' Kayra Nelemans 51' Cheyenne van den Goorbergh | Lorsheijd ( 46' Grimmius), Vonk ( 46' Noordermeer), Noordermeer ( 31' Raaijmakers), Pijnacker Hordijk, Nelemans, Boshuizen ( 31' Glotzbach, Dupon, Van den Goorbergh, Van Egmond, Van Raay, Viehoff                                                                                          |
| Oefenwedstrijd 5                                                                    | Crystal Palace FC                                                                               | 4 – 0 (3 – 0)    | ADO Den Haag                                      | Opstelling ADO Den Haag |
| 12 september 2024 Aanvangstijd: 18:30 uur Plaats:                                   | My Cato 5' Abbie Larkin 8', 11' Isibeal Atkinson 61'                                            | Wedstrijdverslag |                                                   | Lorsheijd, Raaijmakers ( 46' Burgers), Pijnacker Hordijk ( 73' Van Mierlo), Noordermeer, Nelemans, Boshuizen ( 46' Glotzbach), Dupon ( 60' Bierboom), Van den Goorbergh, Van Egmond, Viehoff ( 60' Van den Ende), Van Raay ( 70' Kuprowska) Overige wisselspeelsters: Grimmius, Vonk, Loonen |
| Oefenwedstrijd 6                                                                    | PSV                                                                                             | 1 - 1 (0 - 0)    | ADO Den Haag                                      | Opstelling ADO Den Haag |
| 20 september 2024 Aanvangstijd: 18.00 uur Plaats: Eindhoven PSV Campus De Herdgang  | Ranneke Derks 41'                                                                               |                  | Onbekend                                          | Onbekend |
| Oefenwedstrijd 7                                                                    | Fortuna Sittard                                                                                 | 1 - 0            | ADO Den Haag                                      | Opstelling ADO Den Haag |
| 20 september 2024 Aanvangstijd: 20.30 uur Plaats: Eindhoven PSV Campus De Herdgang  | Onbekend                                                                                        |                  |                                                   | Onbekend |
| Oefenwedstrijd 8                                                                    | ADO Den Haag                                                                                    | 12 – 1 (7 – 0)   | Indonesië                                         | Opstelling ADO Den Haag |
| 23 oktober 2024 Aanvangstijd: 17.00 uur Plaats: Den Haag Bingoal Stadion            | Floortje Bol Cato Pijnacker Hordijk Anne van Egmond Iris Remmers June Burgers Jill van den Ende | Wedstrijdverslag | Onbekend                                          | Grimmius, Van Mierlo, Pijnacker Hordijk, Boosman, Burgers, Van den Ende, Dupon, Boshuizen, Remmers, Bol, Van Egmond Wisselspeelsters: Lorsheijd, Noordermeer, Nelemans, Raaijkmakers, Van den Goorbergh, Glotzbach, Boerboom                                                                 |
| Oefenwedstrijd 9                                                                    | Fomget GSK                                                                                      | 0 – 1 (0 – 0)    | ADO Den Haag                                      | Opstelling ADO Den Haag |
| 8 januari 2024 Aanvangstijd: 9.30 uur Plaats: Manavgat Sportcomplex Emir Group      |                                                                                                 | Wedstrijdverslag | 89' Anne van Egmond                               | Lorsheijd, Van den Ende, Van Mierlo, Noordermeer, Burgers, Dupon, Van den Goorbergh, Glotzbach, Van Raay, Loonen, Viehoff Wisselspeelsters: Raaijmakers, Remmers, Bol, Grimmius, Nelemans, Pijnacker Hordijk, Van Egmond                                                                     |
| Oefenwedstrijd 10                                                                   | ADO Den Haag                                                                                    | 0 – 4 (0 – 0)    | RVVH JO16-1                                       | Opstelling ADO Den Haag |
| 12 januari 2025 Aanvangstijd: 14:00 uur Plaats: Rijswijk Sportpark Prinses Irene    |                                                                                                 | Wedstrijdverslag | Onbekend                                          | Lorsheijd, Vonk, Noordermeer, Pijnacker Hordijk, Nelemans, Raaijmakers, Van den Goorbergh, Van den Ende, Viehoff, Loonen, Glotzbach Wisselspeelsters: Grimmius, Van Mierlo, Van Oosten, Dupon, Van Raay, Bol, Van Egmond                                                                     |
| Oefenwedstrijd 11                                                                   | ADO Den Haag                                                                                    | 1 – 2 (1 – 0)    | PEC Zwolle                                        | Opstelling ADO Den Haag |
| 19 februari 2025 Aanvangstijd: 14:00 uur Plaats: Rijswijk Sportpark Prinses Irene   | Quinty Dupon 4'                                                                                 | Wedstrijdverslag | 59' Senne van de Velde 90+3' Reza Konink          | Onbekend |
| Oefenwedstrijd 12                                                                   | ADO Den Haag                                                                                    | 0 – 5 (0 – 1)    | FC Utrecht                                        | Opstelling ADO Den Haag |
| 4 april 2025 Aanvangstijd: 14:00 uur Plaats: Rijswijk Sportpark Prinses Irene       |                                                                                                 | Wedstrijdverslag | 23' Tami Groenendijk Onbekend                     | De Bruijn, Burgers, Noordermeer, Van Mierlo, Nelemans, Van Oosten, Van den Goorbergh, Raaijmakers, Dupon, Bol, Van Egmond Wisselspeelsters: Lorsheijd, Van Raay, Susanna, Glotzbach, Duyvesteijn, Kuprowska, Remmers                                                                         |

### Eredivisie
|       | Ajax  | AZ Alkmaar | Excelsior | Feyenoord | Fortuna Sittard | sc Heerenveen | PEC Zwolle | PSV   | Telstar | FC Twente | FC Utrecht |
| ----- | ----- | ---------- | --------- | --------- | --------------- | ------------- | ---------- | ----- | ------- | --------- | ---------- |
| Thuis | 0 – 2 | 1 – 4      | 4 – 0     | 1 – 3     | 0 – 1           | 2 – 0         | 1 – 0      | 1 – 1 | 2 – 2   | 0 – 4     | 0 – 2      |
| Uit   | 4 – 0 | 1 – 1      | 0 – 4     | 3 – 0     | 0 – 0           | 1 – 3         | 1 – 1      | 2 – 0 | 1 – 1   | 7 – 0     | 4 – 3      |

| Speelronde 1                                                                        | sc Heerenveen | 1 – 3 (0 – 3)    | ADO Den Haag | Opstelling ADO Den Haag |
| 28 september 2024 Aanvangstijd: 16.30 uur Plaats: Heerenveen Sportpark Skoatterwald | Hester Algra 80' Britt Udink 81'                                                                                          | Wedstrijdverslag | 6', 8' Lobke Loonen 13' Manon van Raay 59' Cheyenne van den Goorbergh 81' Annouk Boshuizen                              | Lorsheijd, Vonk, Raaijmakers, Noordermeer, Nelemans, Boshuizen, Van den Goorbergh ( 73' Van den Ende), Glotzbach ( 73' Dupon), Van Raay, Loonen, Viehoff ( 73' Van Egmond)                                             |
| Speelronde 2                                                                        | ADO Den Haag | 1 – 3 (0 – 1)    | Feyenoord | Opstelling ADO Den Haag |
| 6 oktober 2024 Aanvangstijd: 16.45 uur Plaats: Den Haag Bingoal Stadion             | Daniëlle Noordermeer 67' Pleun Raaijmakers 87'                                                                            | Wedstrijdverslag | 12' 90+1' Ella Van Kerkhoven 52', 86' 90' Esmee de Graaf 56' Celainy Obispo 67' Justine Brandau 68' Romée van de Lavoir | Lorsheijd, Pijnacker Hordijk ( 83' Burgers), Noordermeer, Raaijmakers, Nelemans, Van den Goorbergh, Glotzbach ( 83' Bol), Van Raay, Van Oosten ( 69' Boerboom), Van Egmond ( 57' Van den Ende), Viehoff                |
| Speelronde 3                                                                        | ADO Den Haag | 1 – 4 (0 – 2)    | AZ | Opstelling ADO Den Haag |
| 12 oktober 2024 Aanvangstijd: 16.30 uur Plaats: Den Haag Bingoal Stadion            | Lobke Loonen 90+5' | Wedstrijdverslag | 19' Karlijn Woons 33' Fieke Kroese 55' Desiree van Lunteren 70' Manique de Vette 76' Camie Mol 79' Pleun Groot          | Lorsheijd, Pijnacker Hordijk, Noordermeer, Raaijmakers ( 60' Remmers), Nelemans, Van Oosten, Van den Goorbergh, Glotzbach ( 46' Dupon), Van Raay, Loonen, Van Egmond                                                   |
| Speelronde 4                                                                        | FC Utrecht | 4 – 3 (3 – 0)    | ADO Den Haag | Opstelling ADO Den Haag |
| 20 oktober 2024 Aanvangstijd: 12.15 uur Plaats: Utrecht Sportcomplex Zoudenbalch    | Gera op den Kelder 20' Lotje de Keijzer 24' Nurija van Schoonhoven 32' 87' Nikita Tromp 62'                               | Wedstrijdverslag | 60' Manon van Raay 65' Pleun Raaijmakers 74' Daniëlle Noordermeer 77', 89' Lobke Loonen                                 | Lorsheijd, Vonk ( 79' Boerboom), Raaijmakers ( 72' Pijnacker Hordijk), Noordermeer, Nelemans, Van den Goorbergh ( 46' Remmers), Glotzbach, Boshuizen, Van Oosten, Loonen, Van Raay ( 72' Bol)                          |
| Speelronde 5                                                                        | ADO Den Haag | 0 – 2 (0 – 1)    | Ajax | Opstelling ADO Den Haag |
| 3 november 2024 Aanvangstijd: 12.15 uur Plaats: Den Haag Bingoal Stadion            | | Wedstrijdverslag | 34', 67' Danique Tolhoek                                                                                                | Lorsheijd, Vonk ( 85' Burgers), Noordermeer, Raaijmakers ( 75' Pijnacker Hordijk), Nelemans, Van Oosten, Van den Goorbergh ( 75' Bol), Boshuizen, Remmers, Van Raay, Glotzbach ( 85' Boerboom)                         |
| Speelronde 6                                                                        | PSV | 2 – 0 (1 – 0)    | ADO Den Haag | Opstelling ADO Den Haag |
| 10 november 2024 Aanvangstijd: 12.15 uur Plaats: Eindhoven PSV Campus De Herdgang   | Chimera Ripa 37' Gwyneth Hendriks 57' Joëlle Smits 70'                                                                    | Wedstrijdverslag | 45+1' Kayra Nelemans 61' Annouk Boshuizen 76' Floortje Bol 90+4' Quinty Dupon                                           | Lorsheijd, Vonk, Pijnacker Hordijk, Noordermeer, Nelemans, Van Oosten, Van den Goorbergh ( 84' Dupon), Boshuizen ( 69' Bol), Boerboom ( 69' Van Egmond), Van Raay, Remmers                                             |
| Speelronde 8                                                                        | PEC Zwolle | 1 – 1 (0 – 0)    | ADO Den Haag | Opstelling ADO Den Haag |
| 23 november 2024 Aanvangstijd: 16.30 uur Plaats: Heino Sportpark De Kampen          | Vita van der Linden 21' Zoë Zuidberg 77'                                                                                  | Wedstrijdverslag | 45' Manon van Raay 49' 90+1' Daniëlle Noordermeer 59' Cheyenne van den Goorbergh 84' Annouk Boshuizen                   | Lorsheijd, Vonk, Noordermeer, Pijnacker Hordijk, Nelemans, Van Oosten, Van den Goorbergh, Boshuizen, Boerboom( 69' Van Egmond), Van Raay, Remmers                                                                      |
| Speelronde 9                                                                        | ADO Den Haag | – ( – )          | Excelsior | Opstelling ADO Den Haag |
| 8 december 2024 Aanvangstijd: 12.15 uur Plaats: Den Haag Bingoal Stadion            | Manon van Raay 27' Floortje Bol 34' Iris Remmers 35' Louise van Oosten 54' 63'                                            | Wedstrijdverslag | 45' Yentl van Goch | Lorsheijd, Vonk ( 79' Burgers), Pijnacker Hordijk, Noordermeer, Nelemans, Van Oosten, Van den Goorbergh, Boshuizen, Van Raay, Bol, Remmers ( 86' Van Egmond)                                                           |
| Speelronde 10                                                                       | Telstar | 1 – 1 (0 – 1)    | ADO Den Haag | Opstelling ADO Den Haag |
| 15 december 2024 Aanvangstijd: 12.15 uur Plaats: Velsen-Zuid 711 Stadion            | Sydney Blomquist 65' Isabelle Nottet 90+1' Mila Lagcher 90+2' Nicci Berrevoets 90+5'                                      | Wedstrijdverslag | 27' Iris Remmers 76' Kayra Nelemans 90+1' Daniëlle Noordermeer                                                          | Lorsheijd, Vonk, Pijnacker Hordijk, Noordermeer, Nelemans, Van Oosten, Van den Goorbergh ( 75' Dupon), Boshuizen, Van Raay, Bol ( 59' Viehoff), Remmers                                                                |
| Speelronde 11                                                                       | Fortuna Sittard | 0 – 0 (0 – 0)    | ADO Den Haag | Opstelling ADO Den Haag |
| 22 december 2024 Aanvangstijd: 12.15 uur Plaats: Echt Sportpark in de Baandert      | | Wedstrijdverslag | | Lorsheijd, Vonk, Pijnacker Hordijk, Noordermeer, Van den Ende ( 86' Raaijmakers), Van Oosten ( 64' Dupon), Van den Goorbergh, Boshuizen, Van Raay, Bol, Van Egmond ( 64' Viehoff)                                      |
| Speelronde 12                                                                       | ADO Den Haag | 0 – 2 (0 – 2)    | FC Utrecht | Opstelling ADO Den Haag |
| 19 januari 2025 Aanvangstijd: 12.15 uur Plaats: Den Haag Bingoal Stadion            | | Wedstrijdverslag | 14' Elisha Kruize 21' Nikita Tromp                                                                                      | Lorsheijd, Vonk ( 77' Bol), Noordermeer, Pijnacker Hordijk, Nelemans, Van Oosten ( 88' Van Egmond), Van den Goorbergh, Van den Ende ( 64' Remmers), Viehoff ( 64' Van Raay), Loonen, Glotzbach                         |
| Speelronde 13                                                                       | ADO Den Haag | 1 – 1 (1 – 0)    | PSV | Opstelling ADO Den Haag |
| 25 januari 2025 Aanvangstijd: 16.30 uur Plaats: Den Haag Bingoal Stadion            | Manon van Raay 22' | Wedstrijdverslag | 68' Fleur Stoit | Lorsheijd, Vonk, Noordermeer, Pijnacker Hordijk, Nelemans, Raaijmakers, Van den Goorbergh ( 65' Van Egmond), Glotzbach, Van Raay ( 90+4' Dupon), Loonen ( 80' Bol), Viehoff ( 80' Remmers)                             |
| Speelronde 14                                                                       | Feyenoord | 3 – 0 (2 – 0)    | ADO Den Haag | Opstelling ADO Den Haag |
| 2 februari 2025 Aanvangstijd: 16.45 uur Plaats: Rotterdam Sportcomplex Varkenoord   | Ella Van Kerkhoven 5', 39', 90+1'                                                                                         | Wedstrijdverslag | | Lorsheijd, Vonk, Noordermeer, Pijnacker Hordijk, Nelemans, Raaijmakers, Van den Goorbergh, Glotzbach, Van Egmond ( 57' Dupon), Bol ( 10' Van den Ende), Van Raay                                                       |
| Speelronde 15                                                                       | ADO Den Haag | 0 – 1 (0 – 0)    | sc Heerenveen | Opstelling ADO Den Haag |
| 8 februari 2025 Aanvangstijd: 14.00 uur Plaats: Den Haag Bingoal Stadion            | Jet van Mierlo 82' Daniëlle Noordermeer 89'                                                                               | Wedstrijdverslag | 57' Ana Nassette 73' Demi Werther 90+2' Chantal Schouwstra                                                              | Lorsheijd, Vonk ( 74' Van Oosten), Noordermeer, Pijnacker Hordijk, Nelemans, Van den Goorbergh, Glotzbach, Van Egmond ( 74' Kuprowska), Dupon, Viehoff ( 61' Van Mierlo), Van Raay                                     |
| Speelronde 7 (inhaalduel)                                                           | ADO Den Haag | 0 – 4 (0 – 2)    | FC Twente | Opstelling ADO Den Haag |
| 12 februari 2025 Aanvangstijd: 18.45 uur Plaats: Den Haag Bingoal Stadion           | | Wedstrijdverslag | 4', 25', 58' Jaimy Ravensbergen Kayleigh van Dooren 63' Nikée van Dijk 78'                                              | Lorsheijd, Vonk ( 70' Burgers), Noordermeer, Pijnacker Hordijk ( 85' Van Mierlo), Nelemans, Dupon ( 46' Van Oosten), Van den Goorbergh, Glotzbach ( 85' De Zeeuw), Van Egmond, Viehoff ( 46' Bol), Van Raay            |
| Speelronde 16                                                                       | FC Twente | 7 – 0 (6 – 0)    | ADO Den Haag | Opstelling ADO Den Haag |
| 2 maart 2025 Aanvangstijd: 16.45 uur Plaats: Enschede Sportpark Schreurserve        | Charlotte Hulst 6' Alieke Tuin 9' Kayleigh van Dooren 12' Jaimy Ravensbergen 24' Leonie Vliek 26', 63' Lieske Carleer 42' | Wedstrijdverslag | | Lorsheijd, Vonk ( 89' Burgers), Van Mierlo ( 46' Kuprowska), Noordermeer, Pijnaker Hordijk, Nelemans, Glotzbach ( 89' Horsman), Dupon, Raaijmakers, Van Raay, Bol                                                      |
| Speelronde 17                                                                       | Excelsior | 0 – 4 (0 – 3)    | ADO Den Haag | Opstelling ADO Den Haag |
| 9 maart 2025 Aanvangstijd: 16.45 uur Plaats: Rotterdam Van Donge & De Roo Stadion   | | Wedstrijdverslag | 31' Cheyenne van den Goorbergh 44', 87' Manon van Raay 45+1' Kayra Nelemans                                             | Lorsheijd, Vonk, Noordermeer, Pijnacker Hordijk, Nelemans, Raaijmakers, Van den Goorbergh ( 79' Burgers), Glotzbach, Van Raay, Bol ( 61' Viehoff), Van Egmond ( 79' Dupon)                                             |
| Speelronde 18                                                                       | ADO Den Haag | 2 – 2 (0 – 0)    | VVK/Telstar | Opstelling ADO Den Haag |
| 22 maart 2025 Aanvangstijd: 14.00 uur Plaats: Den Haag Bingoal Stadion              | Gina Viehoff 40' Floortje Bol 64' Manon van Raay 90+6'                                                                    | Wedstrijdverslag | 19' Samya Hassani 48' Lieke Vis 57' Akari Takeshige                                                                     | Lorsheijd, Vonk, Noordermeer, Pijnacker Hordijk, Nelemans, Van Egmond ( 73' Dupon), Van den Goorbergh, Glotzbach ( 80' Kuprowska), Viehoff ( 46' Raaijmakers), Van Raay, Bol                                           |
| Speelronde 19                                                                       | Ajax | 4 – 0 (2 – 0)    | ADO Den Haag | Opstelling ADO Den Haag |
| 30 maart 2025 Aanvangstijd: 12.15 uur Plaats: Amsterdam Sportpark De Toekomst       | Jonna van de Velde 14' Lily Yohannes 22', 88' Danique Tolhoek 85'                                                         | Wedstrijdverslag | 70' Cato Pijnacker Hordijk                                                                                              | Lorsheijd, Vonk, Noordermeer, Pijnacker Hordijk, Nelemans, Raaijmakers ( 71' Van Oosten), Van den Goorbergh, Glotzbach ( 84' Susanna), Van Raay, Bol ( 71' Dupon), Van Egmond ( 84' Kuprowska)                         |
| Speelronde 20                                                                       | ADO Den Haag | 1 – 0 (1 – 0)    | PEC Zwolle | Opstelling ADO Den Haag |
| 19 april 2025 Aanvangstijd: 16.30 uur Plaats: Den Haag Bingoal Stadion              | Anne van Egmond 7' 88' | Wedstrijdverslag | | Lorsheijd, Vonk ( 46' Van Oosten), Noordermeer, Van Mierlo, Nelemans, Raaijmakers ( 65' Dupon), Van den Goorbergh, Glotzbach ( 85' Burgers), Van Raay ( 46' Susanna), Bol ( 65' Remmers), Van Egmond                   |
| Speelronde 21                                                                       | AZ | 1 – 1 (0 – 1)    | ADO Den Haag | Opstelling ADO Den Haag |
| 3 mei 2025 Aanvangstijd: 14.00 uur Plaats: Wijdewormer AFAS Trainingscomplex        | Isa Colin 45' Ilvy Zijp 71'                                                                                               | Wedstrijdverslag | 17' Manon van Raay 45+4' (e.d.) Karlijn Woons 66' Pleun Raaijmakers                                                     | Lorsheijd, Vonk, Noordermeer, Van Mierlo, Nelemans, Van Oosten, Van Raay, Raaijmakers, Van Egmond, Bol ( 76' Viehoff), Remmers ( 46' Susanna)                                                                          |
| Speelronde 22                                                                       | ADO Den Haag | 2 – 0 (1 – 0)    | Fortuna Sittard | Opstelling ADO Den Haag |
| 16 mei 2025 Aanvangstijd: 18.45 uur Plaats: Den Haag Bingoal Stadion                | Cheyenne van den Goorbergh 41' Louise van Oosten 62' Floortje Bol 90+6'                                                   | Wedstrijdverslag | 86' Rosa van Wershoven                                                                                                  | Lorsheijd ( 76' Grimmius), Vonk, Noordermeer, Van Mierlo, Nelemans ( 76' Burgers), Van Oosten ( 90+2' Dupon), Van den Goorbergh ( 60' Remmers), Glotzbach ( 59' Raaijmakers), Van Raay ( 76' Susanna), Bol, Van Egmond |

### KNVB Beker
| Achtste Finales                                                               | ADO Den Haag                                                             | 5 – 0 (0 – 0)    | Telstar                                 | Opstelling ADO Den Haag |
| 16 februari 20245 Aanvangstijd: 16.45 uur Plaats: Den Haag Bingoal Stadion    | Manon van Raay 53' (pen) Cheyenne van den Goorbergh 58' Floortje Bol 85' | Wedstrijdverslag | 65' Jannette van Belen 86' Nikki Ridder | Lorsheijd, Vonk ( 61' Van Oosten), Noordermeer ( 78' Van Mierlo), Pijnacker Hordijk, Nelemans ( 78' Burgers), Van den Goorbergh ( 78' Dupon), Bol, Glotzbach, Van Egmond, Van Raay ( 88' Leijdekker), Viehoff |
| Kwartfinales                                                                  | FC Twente                                                                | 1 – 0 (1 – 0)    | ADO Den Haag                            | Opstelling ADO Den Haag |
| 15 maart 2025 Aanvangstijd: 19.30 uur Plaats: Enschede Sportpark Schreurserve | Jaimy Ravensbergen 14' Danique van Ginkel 56'                            | Wedstrijdverslag | 62' Lauren Glotzbach 88' June Burgers   | Lorsheijd, Vonk ( 87' Horsman), Noordermeer, Pijnacker Hordijk, Nelemans, Raaijmakers ( 67' Dupon), Van den Goorbergh, Glotzbach, Van Raay, Viehoff, Van Egmond ( 67' Burgers)                                |

## Statistieken ADO Den Haag 2024/2025

### Tussenstand ADO Den Haag in de Nederlandse Eredivisie Vrouwen 2024 / 2025
| Stand | Gespeeld | Gewonnen | Gelijk | Verloren | Punten | Doelpunten voor | Doelpunten tegen | Gele kaarten | Rode kaarten |
| ----- | -------- | -------- | ------ | -------- | ------ | --------------- | ---------------- | ------------ | ------------ |
| 7e    | 22       | 5        | 6      | 11       | 21     | 25              | 43               | 23           | 1            |

### Topscorers
| #              | Naam                       | Goal |
| -------------- | -------------------------- | ---- |
| 1.             | Manon van Raay             | 7    |
| 2.             | Lobke Loonen               | 5    |
| 3.             | Floortje Bol               | 2    |
| 4.             | Cheyenne van den Goorbergh | 2    |
| 4.             | Daniëlle Noordermeer       | 2    |
| 4.             | Iris Remmers               | 2    |
| 7.             | Anne van Egmond            | 1    |
| 7.             | Kayra Nelemans             | 1    |
| 7.             | Louise van Oosten          | 1    |
| Eigen doelpunt |                            |      |
| 1.             | Karlijn Woons (AZ)         | 1    |
| Totaal         | Totaal                     | 25   |

| #      | Naam                       | Goal |
| ------ | -------------------------- | ---- |
| 1.     | Manon van Raay             | 3    |
| 2.     | Floortje Bol               | 1    |
| 2.     | Cheyenne van den Goorbergh | 1    |
| Totaal | Totaal                     | 5    |

| #      | Naam                       | Goal |
| ------ | -------------------------- | ---- |
| 1.     | Floortje Bol               | 5    |
| 2.     | Anne van Egmond            | 4    |
| 3.     | Quinty Dupon               | 2    |
| 3.     | Jill van den Ende          | 2    |
| 3.     | Iris Remmers               | 2    |
| 6.     | June Burgers               | 1    |
| 6.     | Cheyenne van den Goorbergh | 1    |
| 6.     | Sacha Horsman              | 1    |
| 6.     | Kayra Nelemans             | 1    |
| 6.     | Cato Pijnacker Hordijk     | 1    |
| Totaal | Totaal                     | 20   |

### Kaarten
| #              | Naam                       | Kreeg geel |
| -------------- | -------------------------- | ---------- |
| 1.             | Daniëlle Noordermeer       | 4          |
| 2.             | Annouk Boshuizen           | 3          |
| 2.             | Pleun Raaijmakers          | 3          |
| 4.             | Cheyenne van den Goorbergh | 2          |
| 4.             | Kayra Nelemans             | 2          |
| 4.             | Louise van Oosten          | 2          |
| Manon van Raay |                            |            |
| 8.             | Floortje Bol               | 1          |
| 8.             | Quinty Dupon               | 1          |
| 8.             | Anne van Egmond            | 1          |
| 8.             | Samya Hassani              | 1          |
| 8.             | Jet van Mierlo             | 1          |
| Totaal         | Totaal                     | 23         |

| #      | Naam   | Kreeg voor de tweede keer geel en dus rood |
| ------ | ------ | ------------------------------------------ |
| –      |        | 0                                          |
| Totaal | Totaal | 0                                          |

| #      | Naam                   | Weggestuurd |
| ------ | ---------------------- | ----------- |
| 1.     | Cato Pijnacker Hordijk | 1           |
| Totaal | Totaal                 | 1           |

## Voetnoten
ADO Den Haag · 
Ajax · 
AZ · 
Excelsior · 
Feyenoord · 
Fortuna Sittard · 
sc Heerenveen · 
PEC Zwolle · 
PSV · 
Telstar · 
FC Twente · 
FC Utrecht